# بایلنگریس
شهر بایلنگریس در ایالت بایرن در کشور آلمان واقع شده است.